# Real Federación Española de Béisbol y Sófbol
La Real Federación Española de Béisbol y Sófbol (RFEBS) es el organismo rector del béisbol y del sófbol en España desde su fundación el 23 de marzo de 1944 bajo el nombre de Federación Española de Pelota Base.
Extiende su actividad y competencia a todo el territorio nacional, y está compuesta por las federaciones de ámbito autonómico, los clubes deportivos, los deportistas, los técnicos y los jueces. Supervisa y emite resultados y calendarios. Se encarga de la formación y elección de los integrantes de los equipos que representarán a España en las competiciones internacionales.

## Historia
Fundada oficialmente el 23 de marzo de 1944 bajo el nombre de Federación Española de Pelota Base, tuvo como primer presidente a Francisco Amescua García-López.

### Presidentes
| Desde | Hasta | Presidente                               |
| ----- | ----- | ---------------------------------------- |
| 1944  | 1945  | Francisco Amescua                        |
| 1945  | 1947  | Fernando Quesada                         |
| 1953  | 1967  | Ramón Arroyo de Carlos (Conde de Cheles) |
| 1967  | 1969  | Jacinto Barrio Maldonado                 |
| 1969  | 1982  | Francisco Gómez Pérez-Piñán              |
| 1982  | 1988  | Miguel Ortín Rull                        |
| 1988  | 2000  | Miguel Ángel Pozueta Uribe-Echevarría    |
| 2000  | 2020  | Julio Pernas López                       |
| 2020  | 2024  | Jesús Lisarri Tomás                      |
| 2024  | Act   | Pablo Carpio Navarro                     |

Libro Strike One - Los orígenes del béisbol en España 

## Afiliaciones
Está afiliada a:
- WBSC Europe (WBSC Europe)
- Confederación Mundial de Béisbol y Sóftbol (WBSC)

## Competiciones
Estas son las competiciones de béisbol gestionadas por la RFEBS, en conjunto con la Liga Española de Béisbol como máximo estamento:
- Liga Nacional Béisbol División de Honor Oro
- Liga Nacional Béisbol División de Honor Plata
- Primera División B de béisbol
- Copa SM el Rey de béisbol
- Fase Final LNBDH Plata (ascenso)
- Campeonato España de Clubes Sub-18
- Serie Nacional de Clubes Sub-18
- Campeonato España de Clubes Sub-15
- Serie Nacional de Clubes Sub-15
- Campeonato España de Clubes Sub-12
- Campeonato España de Clubes Sub-10

Las competiciones de sófbol organizadas por la RFEBS, en conjunto con la Liga Española de Sófbol son las siguientes:
- Liga Nacional Sófbol División de Honor Oro
- Liga Nacional Sófbol División de Honor Plata
- Copa SM la Reina de Sófbol
- Fase Final LNSDH Plata (ascenso)
- Campeonato España de Clubes Sub-18
- Campeonato España de Clubes Sub-15
- Campeonato España de Clubes Sub-13

Las competiciones de béisbol y sófbol organizadas por la RFEBS, en conjunto con las Federaciones Territoriales son las siguientes:
- Campeonato España de Selecciones Autonómicas Béisbol Sub-22
- Campeonato España de Selecciones Autonómicas Sófbol Sub-22 (CESA)
- Campeonato España de Selecciones Autonómicas Béisbol Sub-15 (CESA)
- Campeonato España de Selecciones Autonómicas Sófbol Sub-15
- Campeonato España de Selecciones Autonómicas Sófbol Sub-13
- Campeonato España de Selecciones Autonómicas Béisbol Sub-12
Las competiciones de Baseball5 organizadas por la RFEBS, son las siguientes:
- Campeonato de España Absoluto de Clubes
- Campeonato de España Selecciones Autonómicas Sub-18
Otras competiciones
- Campeonato de España de Sófbol Modificado.
- Campeonato de España Slowpitch